# Otilia Arosemena
Otilia Arosemena de Tejeira (* 9. Dezember 1905 in Panama-Stadt; † 27. März 1989 ebenda) war eine panamaische Hochschullehrerin, Diplomatin, Essayistin und Feministin. Für ihre aktive Arbeit im Bereich der Förderung der Rechte von Frauen und ethnischen Minderheiten auf kontinentaler Ebene wurde sie von der Organisation Amerikanischer Staaten als Mujer de las Américas ausgezeichnet.

## Leben
Arosemena wurde im Alter von acht Jahren Waise. 1923 schloss sie ihr Studium an der Escuela Normal de Institutoras ab und unterrichtete zwei Jahre lang auf der Insel Taboga. Im Jahr 1925 erhielt sie ein Stipendium für ein Studium in den Vereinigten Staaten. Sie schloss 1930 ihr Studium an der Columbia University in New York City mit einem Bachelor- und Master-Abschluss in Pädagogik ab.
Nach ihrer Rückkehr nach Panama wurde sie von 1930 bis 1933 Direktorin der Escuela Nueva Federico E. Libby, von 1934 bis 1941 Lehrerin an einer Sekundarschule und von 1942 bis 1961 Professorin an der Universidad de Panamá. Im Jahr 1976 war sie auch Professorin an der Universidad Católica Santa María La Antigua.
Im Bereich der Bildung war sie 1942 Mitglied des Ausschusses für Kinderstudien des Bildungsministeriums, von 1944 bis 1961 Leiterin der Bildungsabteilung der Philosophischen Fakultät der Universidad de Panamá, von 1947 bis 1950 Präsidentin der Nationalen Kommission für Bildungsstudien und von 1953 bis 1960 Direktorin der Escuela de Demostración de Estados Unidos de Brasil . 1954 wurde sie zur Dekanin der Fakultät für Philosophie, Literatur und Pädagogik gewählt und war damit die erste panamaische Frau, die ein solches Amt innehatte. 1940 wurde sie die erste Präsidentin der Asociación de Mujeres Universitarias de Panamá, ein Amt, das sie drei aufeinanderfolgende Amtszeiten lang innehatte.
Darüber hinaus war sie von 1950 bis 1962 Mitglied der Nationalen Bildungskommission, zehn Jahre lang Sekretärin der Nationalen UNESCO-Kommission in Panama und von 1954 bis 1968 deren Vizepräsidentin. 1969 war sie Direktorin des Universitätsballetts und 1979 Präsidentin des Nationalen Frauenrats von Panama. Sie war auch die erste Direktorin des panamaischen Komitees für Menschenrechte im Jahr 1978.
Auf internationaler Ebene war sie Vertreterin Panamas auf dem ersten zentralamerikanischen Frauenkongress für Bildung in Costa Rica (1938), Vertreterin auf der Weltkonferenz der New Education Fellowship in den Vereinigten Staaten (1941), Vertreterin auf dem 9. panamerikanischen Kinderkongress in Venezuela (1948). Sie war die erste und einzige Panamanierin, die 1962 in den Verwaltungsrat der UNESCO gewählt wurde, und arbeitete mehr als zwanzig Jahre lang auf verschiedenen Ebenen in der UNESCO. Sie vertrat auch die Comisión Interamericana de Mujeres der Organisation Amerikanischer Staaten und war von 1972 bis 1974 deren Präsidentin. Für ihre Aktivitäten im Bildungsbereich und bei der Verteidigung der Rechte von Frauen und ethnischen Minderheiten auf kontinentaler Ebene wurde sie 1967 von der OAS zur Mujer de las Américas gewählt.
Nach ihrer Rückkehr aus den Vereinigten Staaten im Jahr 1930 engagierte sie sich stark in der panamaischen Frauenbewegung und trat der feministischen Partido Nacionalista Femenista bei, deren Generalsekretärin sie zwischen 1937 und 1938 war und für die sie die Parteizeitschrift Nosotras („Wir“) herausgab. Sie engagierte sich auch für den Kampf der ethnischen Minderheiten. Obwohl die feministischen Parteien nach dem Ende des Zweiten Weltkriegs verschwanden, setzte sich Arosemena weiterhin mit Veröffentlichungen für die Rechte der Frauen ein.
Zu ihren wichtigsten Werken gehören: La escuela nueva, La mujer en la vida panameña, Criterio, La jaula invisible (eine Infragestellung des Patriarchats und eine Anklage der Unwissenheit, in der die meisten Frauen leben), Reflexiones sobre la educación panameña (ein Essay, in dem moderne Ideen zur Bildung vorgetragen werden),  Aritmética del niño, Educación y desarrollo und La educación en Panamá.
Sie wurde mit dem Order of Vasco Núñez de Balboa, dem Orden für Verdienste im diplomatischen Dienst, dem Großkreuz des Orden Manuel Amador Guerrero, der zweithöchsten Stufe des panamaischen Staatsorden, und dem Orden Manuel José Hurtado, dem höchsten Preis für Pädagogen, ausgezeichnet.